# Наступление на Хомс (2024)
Наступление на Хомс (2024) — наступление оппозиционных сил Сирии на город Хомс в ходе наступления на северо-западе Сирии во время гражданской войны.

## Ход событий
После занятия Хамы 5 декабря 2024 года оппозиционные силы расположились примерно в 40 километрах от города Хомс. Сообщается, что правительственные войска отступили из Аль-Растана, а город Тальбисе также вышел из-под контроля правительства в результате наступления оппозиции. Оппозиционные силы нанесли удары беспилотниками по 27-й дивизии Сирийской арабской армии (далее САА) в районе деревни Тир-Мала.
Местные вооружённые группировки заняли объект инженерного батальона САА на окраине Эр-Растана и захватили военную технику и боеприпасы. Самолёты российской авиации, нанесли около десяти ударов по северной окраине Эр-Растана и районам вокруг главного моста, соединяющего Хаму с Хомсом. САА также впервые за несколько лет нанесла артиллерийские и ракетные удары по позициям повстанцев в Тальбисе. Правительственные войска установили земляные заграждения вдоль шоссе Хомс-Хама, ведущего к Тальбисе, чтобы изолировать Растан и Тальбису от города Хомс. Значительная колонна САА из более чем 200 транспортных средств с оружием и боеприпасами была перенаправлена в город Хомс для усиления позиций в районе Аль-Ваер и вблизи военных учебных заведений.
6 декабря 2024 года оппозиционные силы установили контроль над Аль-Растан и Талбису и подошли к окраинам Хомса.
Очевидцы сообщали, что 7 декабря на окраине города были слышны боевые действия. По информации источников как в среде повстанцев, так и в сирийской армии, оппозиционные силы находились внутри Хомса.
Вечером 7 декабря было запечатлено бегство правительственных войск из города.
Ранним утром 8 декабря 2024 года сирийские повстанцы заявили, что полностью установили контроль над городом Хомс, тем самым отрезав провинции Латакия и Тартус от столицы страны — Дамаска. После этого повстанцы двинулись в сторону Дамаска.